# Покровский, Александр Петрович
Алекса́ндр Петро́вич Покро́вский (21 октября [2 ноября] 1898 — 1 июля 1979) — советский военачальник, генерал-полковник (1944).

## Начало службы
Родился в семье служащего. Русский. Окончил начальное училище, работал служащим в губернском управлении земледелия.
В декабре 1915 года добровольцем вступил в Русскую императорскую армию на правах вольноопределяющегося. Окончил школу прапорщиков в Москве (1917). В 1917 году участвует в Первой мировой войне в составе 534-го Новокиевского пехотного полка на Западном фронте. В начале 1918 года демобилизован.
С 1918 по 1919 годы жил в Тамбове. Там окончил курсы механиков при Тамбовской почтово-телеграфной конторе, работал в этой конторе.
В Красной Армии с ноября 1919. Участник Гражданской войны. Воевал на Южном и Юго-Западном фронтах — командир взвода, роты, батальона и 539-го стрелкового полка в составе 60-й и 24-й стрелковых дивизий.

## Межвоенный период
С 1921 года командовал батальоном на учебных курсах, с июля этого года — ротой в дивизионной школе. С августа 1922 года — вновь командир 539-го стрелкового полка. В апреле 1923 года назначен помощником командира полка, а уже в октябре уехал учиться в академию.
Окончил Военную академию РККА им. М. В. Фрунзе в 1926 году. С ноября 1926 года — на штабной работе, начальник оперативного отделения штаба 28-й Горской стрелковой дивизии (Владикавказ). С ноября 1927 года был помощником начальника отдела и начальником отдела в штабе Северо-Кавказского военного округа. С октября 1930 года — начальник штаба 9-й Донской стрелковой дивизии в этом округе (управление в г. Ростов-на-Дону). При этом в 1932 году окончил оперативный факультет Военной академии РККА имени М. В. Фрунзе. С 1935 года — начальник штаба 5-го стрелкового корпуса в Белорусском военном округе (Бобруйск). С января 1938 года — заместитель начальника штаба Московского военного округа. С октября 1940 года — адъютант, затем генерал-адъютант заместителя Народного комиссара обороны СССР Маршала Советского Союза С. М. Будённого. Окончил Академию Генерального штаба РККА (1939), где учился на ставшем позднее знаменитым «маршальском курсе» (на нём учились 4 будущих Маршалов Советского Союза, 6 генералов армии, 8 генерал-полковников, 1 адмирал). Член ВКП(б)/КПСС с 1940 года.

## Великая Отечественная война
Участник Великой Отечественной войны с июня 1941 года, когда был назначен начальником штаба Резервной группы войск. С 7 июля 1941 года — начальник штаба Главного командования войск Юго-Западного направления (июль — октябрь 1941), одновременно начальник штаба Юго-Западного фронта (сентябрь — октябрь 1941). В ноябре — декабре 1941 года — начальник штаба 60-й армии Московской зоны обороны. С 25 декабря 1941 года — начальник штаба 3-й ударной армии на Северо-Западном фронте. С февраля 1942 года — заместитель начальника штаба войск Главного командования Западного направления. С мая 1942 года — начальник штаба 33-й армии.
С 12 июля 1942 года — заместитель начальника штаба — начальник оперативного отдела штаба Западного фронта, с февраля 1943 — начальник штаба Западного фронта. С апреля 1944 до конца войны — начальник штаба 3-го Белорусского фронта.
Во время Великой Отечественной войны принимал участие в Смоленском оборонительном сражении, в битве за Москву, в Торопецко-Холмской наступательной операции, в операции «Марс», в Ржевско-Вяземской наступательной операции, в Курской битве, в Орловской, Смоленской, Оршанской, Витебской, Белорусской, Прибалтийской, Гумбиннен-Гольдапской, Восточно-Прусской наступательных операциях, в штурме Кёнигсберга.

## После войны
Сразу после войны временно исполнял должность командующего войсками Барановичского военного округа (июль — сентябрь 1945). С сентября 1945 по февраль 1946 — начальник штаба Барановичского военного округа. В 1946 году переведён на военно-научную работу: начальник Главного военно-научного управления — помощник начальника Генерального штаба по военно-научной работе, с 1953 года — начальник Военно-научного управления Генерального штаба (в числе прочих работ занимался исследованием темы поражения РККА в первых сражениях 1941 года и производил опрос командного состава относительно планов действий в предвоенное время на западной границе СССР), с июня 1956 года — заместитель начальника Военно-научного управления Генерального штаба. С 1961 — в отставке.
Жил в Москве. С 1964 года до конца жизни активно участвовал в работе Военно-научного общества при Центральном Доме Советской армии им. М. В. Фрунзе. Похоронен на Новодевичьем кладбище (7 уч. 14 ряд).
Мемуаров не оставил (известна его небольшая статья о событиях 1941 года), но в 1968 году провёл подробную беседу с Константином Симоновым, где рассказал много интересных фактов и дал характеристики ряду известных военачальников. В интервью Военно-историческому журналу в 1965 году резко критиковал решения Ставки Верховного Главнокомандования при подготовке и проведении Восточно-Прусской операции, повлекшие чрезмерное затягивание сроков операции и большие потери в ней советских войск.

## Отзывы
Александр Петрович был одним из самых опытных и талантливых штабистов. Войну он начал начальником штаба Юго-Западного направления и до середины октября 1941 года работал под руководством сначала С. М. Буденного, а затем С. К. Тимошенко. В дальнейшем А. П. Покровский успешно руководил штабом Западного (с 24.4.44 г. — 3-й Белорусский) фронта. С таким начальником штаба И. Д. Черняховскому, в апреле 1944 года возглавившему этот фронт, было легко осваивать обязанности командующего войсками. Пользовался Покровский заслуженным уважением у маршала А. М. Василевского. Александр Петрович всегда покорял меня своей высокой культурой и, если так можно выразиться, эмоциональной дисциплиной, казавшейся на первый взгляд холодностью в отношении к сослуживцам. Невысокого роста, худощавый, с наголо бритой головой, Александр Петрович сразу же после приезда к нам быстро и бесшумно обошел помещения штаба, на ходу отдавая распоряжения о размещении фронтового управления. Затем, приказав развесить карты и схемы, он погрузился в изучение обстановки. Это был исключительно трудолюбивый человек. Мне тогда казалось, что он вообще не спит: когда бы я ни приходил в штаб фронта, всегда заставал его или у карты боевых действий, или разговаривающим по телефону с подчиненными…
— Баграмян И.Х. Так шли мы к победе. — М: Воениздат, 1977. — С.533-534.

Из 2-го издания Большой советской энциклопедии бабочка-адмирал была изгнана усилиями генерал-полковника Покровского. 25 августа 1949 г. он направил Зворыкину письмо следующего содержания: «В полученных мною гранках статей 1-го тома БСЭ помещены рядом две статьи „Адмирал“. В одной статье слово „адмирал“ объясняется как воинское звание, а в другой — как название бабочки. Прошу Вас статью „Адмирал“, посвящённую бабочке, исключить…». Просьба генерал-полковника была уважена, и честь адмиральского мундира спасена от посягательства бабочки-адмирала.
— Александров В.Я. Трудные годы советской биологии. — СПб.: Наука, 1993.

## Награды
- орден Ленина (21.02.1945),
- Орден Октябрьской Революции,
- 4 ордена Красного Знамени (1921, 3.11.1944, 2.09.1950, 15.11.1950)
- ордена Суворова 1-й (19.04.1945)[7] и 2-й степеней (28.09.1943)[8][9]
- орден Кутузова 1-й степени (9.04.1943)[10],
- орден Богдана Хмельницкого 1-й степени (3.07.1944)[11],
- орден Красной Звезды (1941)
- медали, в том числе:
- медаль «За оборону Москвы»[12]
- Звезда ордена «За воинскую доблесть» (Virtuti Militari) 4-го класса (Польша, 19.12.1968).
- Медаль «Китайско-советская дружба»[13]

## Воинские звания
- полковник — 28 ноября 1935 года
- комбриг — 4 ноября 1939 года
- генерал-майор — 4 июня 1940 года
- генерал-лейтенант — 4 февраля 1943 года
- генерал-полковник — 23 августа 1944 года[14]